# Sabrina Setlur
Sabrina Setlur (Francoforte sul Meno, 10 gennaio 1974) è una rapper, personaggio televisivo e attrice tedesca.

## Biografia
Sabrina Setlur è nata in Germania Ovest da una coppia indiana.
Nel 1995 ha inciso, sotto lo pseudonimo Schwester S., il suo primo album rap in tedesco, che le ha valso il premio Echo per le ottime vendite. Anche i due album successivi, i primi pubblicati col suo vero nome e usciti nel 1997 e nel 1999, le hanno permesso di vincere l'ambito riconoscimento.
Nel 2001 il nome della cantante è finito nelle pagine della stampa rosa per via della relazione, terminata peraltro dopo pochi mesi, con Boris Becker. Inoltre su di lei hanno cominciato ad addensarsi sospetti di dipendenza da alcool e droghe. Nel 2003 Sabrina Setlur è stata effettivamente fermata dalla polizia per guida in stato di ebbrezza.
Nel 2003 è stato pubblicato il quarto album della rapper. L'anno successivo ha visto invece l'uscita del CD che raccoglie tutti i successi della sua decennale carriera. Nel 2007 Sabrina Setlur ha inciso un nuovo album di inediti, con canzoni in tre lingue (francese, inglese, oltre che tedesco), senza però incontrare il favore del pubblico.
Sabrina Setlur è apparsa spesso alla televisione tedesca in veste diversa da quella di cantante. Nel 2004 è stata tra i giudici del talent show Popstars. Nell'estate del 2009 ha partecipato a un reality show in cui avrebbe dovuto trovare l'anima gemella, ma la trasmissione è stata interrotta a causa degli scarsi ascolti.
Come attrice ha preso parte ad alcuni film, tutti girati nel terzo millennio.

## Discografia essenziale

### Album
- S ist soweit (1995)
- Der neuen S-Klasse (1997)
- Aus der Sicht und mit den Worten von... (1999)
- Sabs (2003)
- Rot (2007)

## Filmografia
- Anatomy (Anatomie), regia di Stefan Ruzowitzky (2000)
- Frau2 sucht HappyEnd, regia di Edward Berger (2001)
- Die Welt der Wunderlichs, regia di Dani Levy (2016)
- Verpiss dich, Schneewittchen, regia di Cüneyt Kaya (2018)